# Ivano Fossati
Ivano Fossati (ur. 21 września 1951 w Genui) – włoski piosenkarz, kompozytor i multiinstrumentalista. Autor i interpretator zapadających w pamięć piosenek, jest jednym z najbardziej wytwornych intelektualistów-muzyków włoskiej sceny muzycznej. Rozpoczął karierę od rocka progresywnego przechodząc z zespołem Delirium poszczególne jego etapy. W 1973 roku wybrał karierę solową ewoluując w stronę piosenki autorskiej. W latach 80 napisał i wyprodukował serię albumów i pojedynczych piosenek największych włoskich piosenkarzy; w latach 90 w jego muzyce pojawiły się elementy jazzu i muzyki etnicznej.

## Życiorys

### Wczesne lata
Ivano Fossati urodził się 21 września 1951 w Genui, gdzie mieszkał do początku lat 80., kiedy po licznych podróżach między Europą a Stanami Zjednoczonymi postanowił przenieść się do małej wioski w Ligurii. W wieku ośmiu lat zaczął naukę gry na fortepianie, szybko nauczył się grać na gitarze, flecie jak również na perkusji. Wkrótce stał się prawdziwym multiinstrumentalistą, dzięki czemu dziś zalicza się do najwszechstronniejszych muzyków w historii włoskiej sceny muzycznej.
W latach 60., jako licealista zaczął interesować się rockiem, grywał w lokalnych zespołach, słuchał The Rolling Stones, podziwiał Chucka Berry’ego i Erica Claptona. Pod koniec dekady wstąpił do zespołu I Sagittari.

### Lata 70.

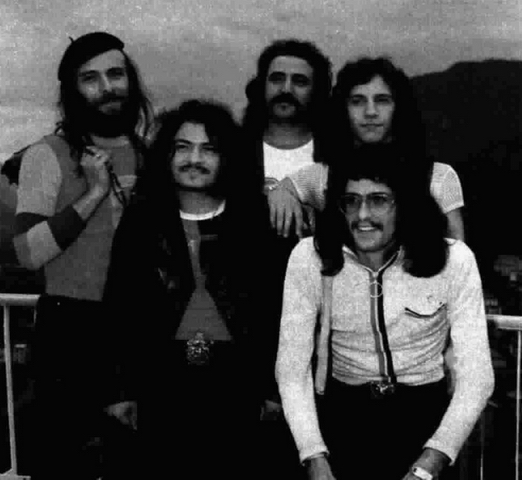
Zespół Delirium

W 1970 I Sagittari przekształcił się w Delirium, który w 1971 roku zadebiutował albumem Dolce acqua, zawierającym pierwszy wielki hit zespołu, piosenkę „Jezahel”. Z piosenką tą, napisaną przez Fossatiego i Oscara Prudente, zespół wystąpił w 1972 roku na Festiwalu Piosenki Włoskiej w San Remo. W 1973 roku Ivano Fossati opuścił Delirium i poświęcił się karierze solowej debiutując albumem Il grande mare che avremo attraversato, po którym przyszły kolejne: Poco prima dell’aurora (1974, z Oscarem Prudente), Goodby indiana (1975), La casa del serpente (1977). Dużym sukcesem komercyjnym okazał się pop-rockowy album La mia banda suona il rock (1979), nagrany w Miami.
W połowie lat 70. nawiązał współpracę z innymi wykonawcami: z Giannim Morandim komponując wspólnie z Oscarem Prudente piosenki dla jego albumu Il Mondo di frutta candita (1975), Patty Pravo (singiel „Pensiero stupendo”), Anną Oxą (piosenka „Un'emozione da poco”), Loredaną Bertè (piosenka „Dedicato”) i Mią Martini, dla której skomponował i wyprodukował cały album, Danza; napisał również kilka utworów dla Miny na jej koncertowy album Mina Live '78.

### Lata 80.
W latach 80. wyszły jego kolejne albumy: Panama e dintorni (1981), La città di frontiera (1983), dedykowany zaprzyjaźnionemu z nim Randy Newmanowi, i Ventilazione (1984). W 1986 roku wydał album 700 Giorni, zdradzający nowy kierunek jego poszukiwań, który wyznaczały inspiracje współczesną muzyką ludową Afryki Południowej. Wyprodukowany przez Allana Goldberga, jest albumem jeszcze bardziej eksperymentalnym, niemal przeciążonym dźwiękami i sugestiami. Południowoafrykański taniec „Buontempo”, celtycki „Gli amanti d'Irlanda” czy etniczny pastisz „Non è facile danzare” są już świadectwem tych jego poszukiwań w ramach world music, które znalazły swoją realizację w albumach wydanych pod koniec dekady. Z kolei inne utwory („Dieci soldati”, „Il passaggio dei partigiani” i „La casa”), zbudowane na osnowie instrumentalnej, zawierają szereg rozważań na temat kodu genetycznego narodu włoskiego, wynikającego z jego oporu wobec faszyzmu i pierwszych lat istnienia Republiki. Ale głównym utworem albumu jest „Una notte in Italia”, będący refleksją na temat życia w ciągłym konflikcie z wyrzutami sumienia i z potrzebą moralnego postępowania. 700 Giorni został uznany za najlepszy album 1986 roku i odznaczony pierwszą w karierze artysty nagrodą Targa Tenco.

### Lata 90.
Lata 90. artysta rozpoczął albumem Discanto (1990) dziełem dojrzałym, którym ustanowił nową granicę muzyczną, będącą stałym punktem odniesienia dla przyszłej twórczości. Na kolejnym albumie, Una notte in Italia – Ivano Fossati un autore per amico (1990), zaprezentował te ze swoich utworów, które stały się sukcesem w wykonaniu innych artystów. W 1992 roku wydał album Lyndbergh zawierający „La canzone popolare”. W latach 1992–1994 dał serię niezapomnianych koncertów, wydanych na albumach Dal vivo vol.1 – Buon tempo i Carte da decifrare Dal vivo vol.2 (oba z 1993).
W 1996 roku współpracował z Fabriziem De André nad jego albumem Anime salve, który ukazał się w tym samym roku jako solowy album De Andrè.
W 1998 roku wytwórnia Columbia Tristar wydała jego płyty we Francji. W tym samym roku, podczas swojej letniej trasy, dał pięć koncertów poświęconych walce z degradacją środowiska naturalnego.
W lutym 1999 roku wziął udział w Festiwalu w San Remo jako gość specjalny odnosząc niezwykły sukces: jego piosenki: „Mio fratello che guardi il mondo” i „Una notte in Italia” zostały wysłuchane przez 12 milionów widzów.

### XXI wiek

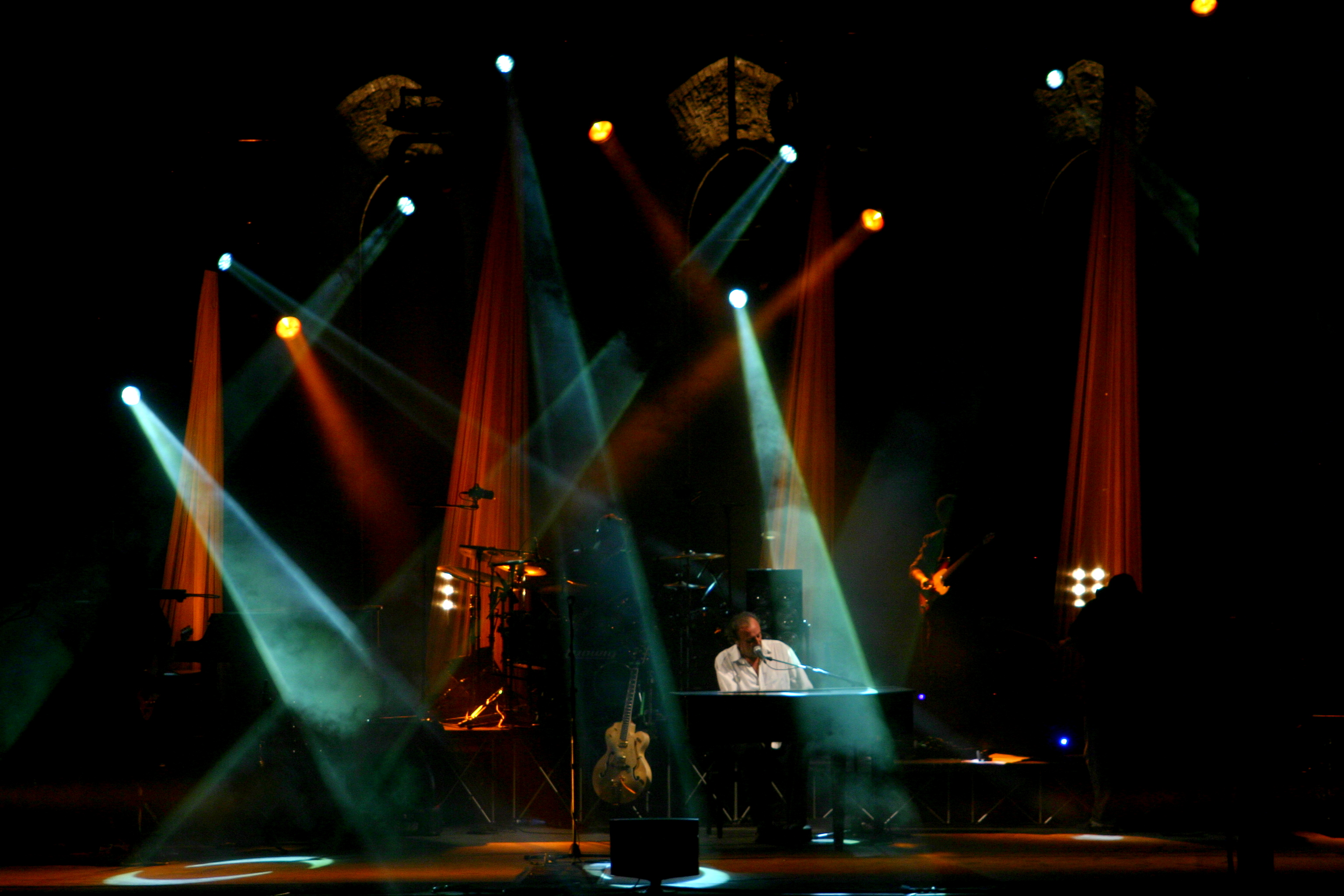
Ivano Fossati podczas koncertu (2009)

W 2001 roku wydał niespodziewanie album wyłącznie instrumentalny, pod sugestywnym tytułem Not one word (ewokującym nieco słynne Pieśni bez słów Felixa Mendelssohna-Bartholdy'ego na fortepian solo).
W tym samym roku wydawnictwo Einaudi opublikowało wywiad z Fossatim w formie książkowej – Carte da decifrare z serii Stile Libero.
Wydany w roku 2003 album Lampo viaggiatore dostał wysokie noty od krytyków. Nastąpiły po nim: Dal vivo - Vol.3 (2004), L'arcangelo (2006), Ho sognato una strada (2006, zbiór trzech CD) i Musica moderna (2008).
W 2008 roku za piosenkę „L'amore trasparente” z filmu Caos calmo w reżyserii Aurelio Grimaldiego otrzymał nagrodę David di Donatello w kategorii: najlepsza piosenka oraz nagrodę Nastro d’argento w takiej samej kategorii.
W 2011 roku podczas telewizyjnego show Che tempo che fa, zorganizowanego przez jego przyjaciela Fabio Fazio, zaprezentował swój nowy album Decadancing informując przy okazji o swej decyzji odejścia ze sceny muzycznej.
19 marca 2012 roku w Piccolo Teatro w Mediolanie dał swój ostatni koncert, udokumentowany albumem live, Dopo tutto, wydanym tuż przed świętami Bożego Narodzenia 2012.
W marcu 2014 roku wydał powieść Tretrecinque (Einaudi), której tytuł (pol. trzy-trzy-pięć) odnosi się do słynnego modelu gitary Gibson ES-335; była to jego trzecia książka po Il giullar (1991) i Carte da decifrare (2001).

## Muzyka teatralna i filmowa
Na początku lat 70. napisał swoją pierwszą muzykę teatralną (Emanuele Luzzati, Teatro Della Tosse), natomiast w późniejszym okresie muzykę do sztuki Alice allo Specchio Lewisa Carrolla, wystawianej na deskach Teatro Stabile di Parma. Napisał również muzykę do filmów Carlo Mazzacuratiego: Il Toro (1994) i L'Estate di Davide (1998).

## Współpraca z innymi artystami

### Z muzykami jazzowymi
W ciągu swej długiej kariery występował z renomowanych muzykami jazzowymi, zarówno włoskimi jaki zagranicznymi, takimi jak: Trilok Gurtu, Tony Levin, Enrico Rava, Uña Ramos, Riccardo Tesi, Guy Barker i Nguyên Lê.

### Z włoskimi piosenkarzami-kompozytorami
Ważny rozdział w ewolucji muzycznej Fossatiego stanowi również współpraca z innymi autorami piosenek, takimi jak: Fabrizio De André i Francesco De Gregori.

### Z włoskimi piosenkarzami
Współpracował również z największymi gwiazdami włoskiej piosenki: Miną, Patty Pravo, Fiorellą Mannoią, Giannim Morandim, Ornellą Vanoni, Anną Oxą, Mią Martini, Loredaną Bertè i wieloma innymi.

## Tłumaczenia
Ivano Fossati dokonał również tłumaczeń piosenek takich artystów jak: Chico Buarque, Silvio Rodríguez, Djavan i zespół Supertramp.